# Günter Skeib
Günter Skeib (* 16. September 1919 in Berlin; † 12. April 2012 in Potsdam) war ein deutscher Meteorologe und Polarforscher. Als Autor erreichte er mit Büchern über seine Reisen in den Tienshan und die Antarktis ein breites Publikum.

## Leben

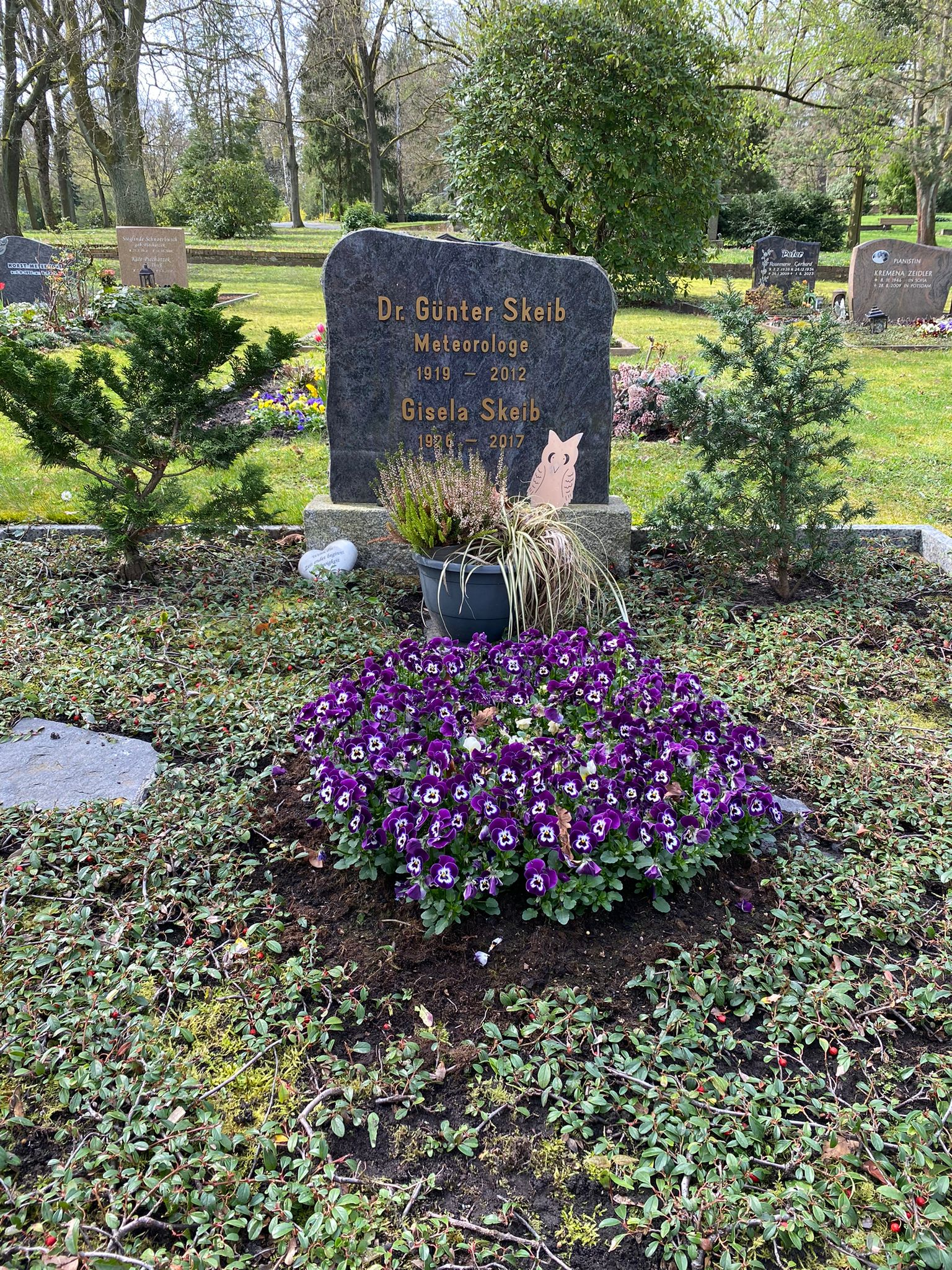
Grabstätte auf dem Neuen Friedhof Potsdam

Günter Skeib studierte bis 1943 Meteorologie an der Universität Wien. 1946 begann er seine berufliche Laufbahn am Meteorologischen Hauptobservatorium in Potsdam. Sechs Jahre später wurde er dort Leiter der Abteilung Experimentelle Meteorologie. Er promovierte 1952 bei Hans Ertel an der Humboldt-Universität zu Berlin mit der Arbeit Modellversuche zur monsunalen Zirkulation und wurde 1955 in Nachfolge von Horst Philipps (1905–1962) Direktor des Hauptobservatoriums.
Das Internationale Geophysikalische Jahr 1957/1958 prägte Skeibs weiteren wissenschaftlichen Werdegang. Wissenschaftler der DDR beteiligten sich an drei großen sowjetischen Expeditionen – der ozeanographischen Atlantik-Expedition auf dem Forschungsschiff Michail Lomonossow, der Tienschan-Expedition  in das Gletschergebiet südöstlich von Almaty sowie der Pamir-Expedition mit der photogrammetrischen Vermessung des Fedtschenko-Gletschers. Skeib war an zwei dieser Unternehmungen persönlich beteiligt. Im November und Dezember 1957 fuhr er auf der Michail Lomonossow in den Nordatlantik, und 1958 leitete er die meteorologische Arbeitsgruppe im Rahmen der glaziologischen Expedition in den Tienshan.
1959 bis 1961 war Günter Skeib Leiter einer Gruppe deutscher Meteorologen, die an der 5. sowjetischen Antarktisexpedition teilnahmen. Ihre Basis-Station war Mirny in Ostantarktika. 1960 überwinterte er mit zwei sowjetischen Kollegen in einem Zelt auf der Drygalski-Insel, einem gigantischen Eisblock von 220 km² Fläche, der 90 km vor der Küste des Kontinents auf einer Untiefe aufsitzt. Nach seiner Rückkehr aus der Antarktis wurde Skeib die Leitung des neu eingerichteten Referats für Expeditionen beim Nationalkomitee für Geodäsie und Geophysik übertragen. Das Gremium koordinierte unter anderem alle Expeditionen in die Antarktis und nach Spitzbergen, die von Forschergruppen aus der DDR unternommen wurden. 1974 bis 1975 leitete Skeib eine Gruppe von deutschen Wissenschaftlern, die sich an der 20. sowjetischen Antarktisexpedition beteiligten. Anschließend gab er die Leitung des Meteorologischen Hauptobservatoriums ab und leitete noch die Abteilung „Wärmehaushalt“, bis er 1981 aus der aktiven wissenschaftlichen Arbeit ausschied. Er starb 2012 als anerkannter Meteorologe und Pionier der deutschen Polarforschung.
Günter Skeib war verheiratet mit Gisela Skeib geborene Hausmann (1926–2017), mit der er zwei Kinder hatte. Das Paar ruht auf dem Neuen Friedhof Potsdam.

## Leistung
Den wissenschaftlichen Schwerpunkt der Arbeiten Günter Skeibs bildeten grundlegende Untersuchungen zum Wärmehaushalt der bodennahen Luftschichten, auch mit von ihm neu entwickelten Geräten. Daneben sind die Peilung von Sferics, Arbeiten zur Schallausbreitung und klimatologische Untersuchungen zu nennen. Seine beispielhaften Strahlungs- und Turbulenzmessungen auf dem Tujuksu-Gletscher im Tienshan trugen zu einem vertieften Verständnis des Wärmehaushalts von Gletschern bei.
Mit Christian Popp (1928–1960) und Joachim Kolbig (1933–1999), die ihn 1959 begleiteten, ist Günter Skeib zu den Pionieren der deutschen Antarktis-Forschung nach dem Zweiten Weltkrieg zu rechnen. Mit seinen Arbeiten knüpfte er an die früheren Studien Potsdamer Wissenschaftler an, z. B. an die Untersuchungen der atmosphärischen Turbulenz von Erich Barkow (1882–1923), dem Meteorologen der von Wilhelm Filchner geleiteten Zweiten Deutschen Antarktisexpedition 1911–1912. Skeibs wissenschaftliche Leistungen und seine Persönlichkeit machten ihn zu einem der Wegbereiter für die heute international hoch anerkannte deutsche Polarforschung.
Die Liste seiner populärwissenschaftlichen Publikationen umfasst vier Bücher, die zum Teil auch im Westen Deutschlands und in weiteren europäischen Ländern erschienen, sowie etwa 50 Artikel und zahlreiche öffentliche Vorträge. Er trug damit wesentlich zur Popularisierung der Polar- und Gletscherforschung bei.

## Ehrungen
Nach seiner ersten Expedition in die Antarktis wurde Skeib 1961 der Vaterländische Verdienstorden der DDR in Bronze verliehen. Die Meteorologische Gesellschaft der DDR ehrte ihn 1984 mit der Reinhard-Süring-Plakette in Gold. 1987 wurde ihm der erstmals vergebene Georgi-Preis der Alfred-Wegener-Stiftung zuerkannt. Seine seit 1989 bestehende Ehrenmitgliedschaft in der Meteorologischen Gesellschaft der DDR wurde von der 1991 wiedervereinigten Deutschen Meteorologischen Gesellschaft übernommen.

## Schriften (Auswahl)

### Fachwissenschaftliche Schriften
- Ein rotierender Strahlungsumsatzmesser mit induktiver Übertragung der Meßspannung. In: Zeitschrift für Meteorologie. 7, Nr. 6, 1953, S. 167–171.
- Die Peilung atmosphärischer Störungen durch Synchronaufnahme von Richtung und Wellenform. (= Abhandlungen des Meteorologischen und Hydrologischen Dienstes der Deutschen Demokratischen Republik. 48), Akademie-Verlag, Berlin 1958 (mit Heinz Kaiser und Christian Popp).
- Bericht über die meteorologischen Arbeiten während der glaziologischen Expedition der DDR im Sommer 1958 auf dem zentralen Tujuksu-Gletscher im Transilischen Alatau (Tienschan-Gebirge). In: Zeitschrift für Meteorologie. 15, 1961, S. 255–263.
- Zum Strahlungs- und Wärmehaushalt des Zentralen Tujuksu-Gletschers im Tienschan-Gebirge. In: Zeitschrift für Meteorologie. 16, Nr. 1–2, 1962, S. 1–9.
- Einige Bemerkungen über Orographie und Witterung der Drygalski-Insel. In: Polarforschung. 32, Nr. 1/2, 1962, S. 132–135, hdl:10013/epic.29227.d001.
- Genauigkeit und Auswertung von Profilmessungen zur Energieaustauschbestimmung. In: Zeitschrift für Meteorologie. 30, 1980, S. 346–360 (mit Thomas Foken).
- Profile measurements in the atmospheric near surface layer and the use of suitable universal functions for the determination of the turbulent energy exchange. In: Boundary-Layer Meteorology. 25, 1983, S. 55–62 (mit Thomas Foken).
- Anwendung eines Verfahrens zur Parametrisierung des turbulenten Energieaustausches in der atmosphärischen Bodenschicht. In: Geodätisch Geophysikalische Veröffentlichungen, Reihe II. 26, 1984, S. 80–85 (mit Sieghard H. Richter).

### Populärwissenschaftliche Bücher
- Zelte im Gletschereis. In den Hochgebirgen Mittelasiens, Brockhaus, Leipzig 1960 (mit Georg Dittrich).
- Orkane über Antarktika. Forscherarbeit in Schnee und Eis, Brockhaus, Leipzig 1961.
- Weiße Welt der Antarktis, Brockhaus, Leipzig 1963.
- Antarktika. Kontinent im Brennpunkt der Forschung, Urania-Verlag, Leipzig 1965.